# 竹内夏紀
竹内 夏紀（たけうち なつき、2000年8月25日 - ）は、日本の女性アイドル。元つりビットのメンバーであり、グループのサブリーダー。愛称はなっちゃん。担当色は黄色。釣りたい魚はカツオ。二級小型船舶操縦士免許を所持している。
幼少期から子役として活動しておりTV番組にレギュラー出演もしていた。

## 略歴
- [TVCF／店頭／街頭／交通]「栄光ゼミナール」
- [折込チラシ]「しまむら」
- [雑誌広告]花王「ハンドソープ」
- [雑誌／ムック／書籍]Oggi
- [テレビ番組]読売テレビ「はじめての一枚」、NHK教育「えいごであそぼ」「シャキーン！」、NHK教育「ヒミツのちからんど」レギュラー、テレビ東京「ピラメキーノ」、NHK「オトナへのトビラ」
- [MA／ナレーション／歌唱]「ケンタッキーフライドチキン〜ごきげんパック」CF歌唱
- [ウェブサイト]「ドミノピザ」「しまむら」
- [フィッティングモデル]「ユニクロ」

2013年5月22日、つりビットのメンバーとしての活動を始動。デビュー楽曲は『スタートダッシュ』。
2013年10月10日、釣りセンター試験を制し、初代釣りセンターの座を獲得。配信限定シングル「FISH ISLAND」にてセンターを務める。
2016年5月21日、KAI-YOUとCHEERZの合同企画に勝ち抜き「POPガール」としてモデル参加しインタビューを受けている。
2017年4月15日発売のMIKIOSAKABEのファンムック『MIKIO SAKABE×∀iDOL style book』にモデル参加。
2017年4月20日、若手デザイナーによるコンセプトショップ「MEI-TEN」に個人名でオーディションに合格、モデルとして参加。
つりビット解散後もタレント活動は続けており、2021年11月　BS釣りビジョン「釣って関東！」ナビゲーター就任。

## 人物
- つりビットのサブリーダー。
- 3歳からヒップホップをやっていた。
- 父親の影響でサーフィンをしている。アイドル活動の合間も時折サーフィンに出掛けている。
- 特技はカラスのものまね。ライブなどでまれに披露することもある。
- メンバーの私服衣装のコーディネートや制作を行うこともある。
- 赤坂BLITZでのワンマンライブの際、アンコールでメンバーが着用したTシャツをすべてアレンジした。
- 料理が得意で、Twitterに「JKなつ弁」として作った料理を日々アップしている。
- 高校に持って行っているお弁当はすべて自分で作っている。
- 柴犬が大好きである。
- 鳥が苦手である。
- 水族館が好きで、色んな水族館の年パスを持っている
- 好物にコーラをあげている。
- 釣りを始めてからプライベートで狙っていたシーバスを2016年11月に3年越しで釣り上げた[6]。
- 2019年、東京海洋大学に入学[7]。

## 出演
つりビットとしての出演は「つりビット」を参照。

### イベント
- 2017年4月20日、コンセプトストア「MEI-TEN」（池袋・パルコミュージアム）
- 2018年2月26日、昭和アイドルアーカイブス vol.17（東京カルチャーカルチャー）
- 2018年6月25日、昭和アイドルアーカイブス スペシャル 2018 Summer（東京カルチャーカルチャー）

### テレビ
- 『Kawaiian for ひかりＴＶ ４Ｋ』(2014年8月、Kawaiian)

- 『BS釣りビジョン 釣って関東！』(2021年11月、毎月1話放送）

### 雑誌等
- 『アニカンRヤンヤン!! AUTUMN』音楽出版社(2014年10月21日)コラム
- 『UPDATE girls 2016 vol.04』ぴあ(2016年6月30日)「be into!〜アイドルたちの好きモノやコト〜」お弁当、手料理について
- 『MIKIO SAKABE×∀iDOL style book』ストリート編集室(2017年4月15日)
- 『デイリースポーツ関西版』釣りコラム「海の大学生！なつきの釣り日記。」（2019年4月11日 - 毎月第2・第4木曜に連載中）